# 布鲁维尔
布鲁维尔（法語：Brouville，法語發音：[bʁuvil]）是法国默尔特-摩泽尔省的一个市镇，属于吕内维尔区。

## 地理
布鲁维尔（48°29'53"N, 6°45'1"E）面积9.7 平方千米，位于法国大東部大區默尔特-摩泽尔省，该省份为法国东北部内陆省份，是洛林的一部分，北邻比利时、卢森堡，北起顺时针与摩泽尔省、下莱茵省、孚日省和默兹省接壤。
与布鲁维尔接壤的市镇（或旧市镇、城区）包括：阿兹拉耶、热拉库尔、阿布兰维尔、梅尔维莱、勒埃雷、瓦克桑维尔。

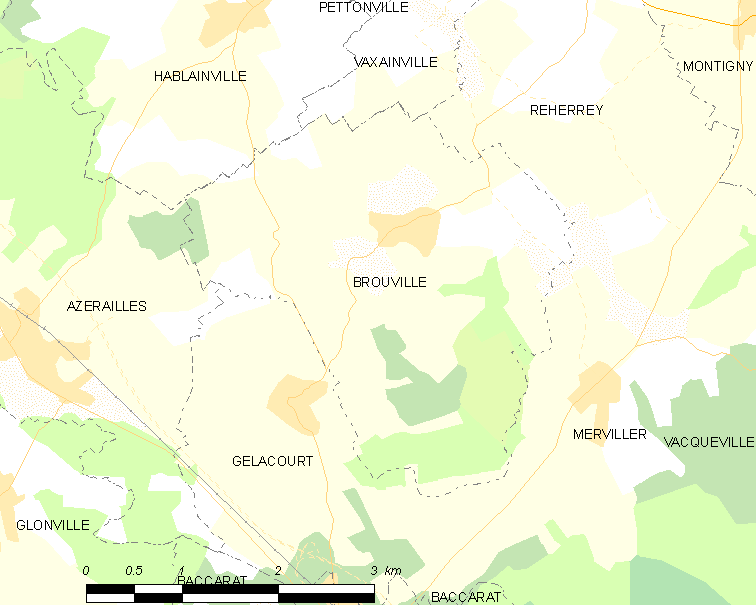
布鲁维尔的OSM定位图

布鲁维尔的时区为UTC+01:00、UTC+02:00（夏令时）。

## 行政
布鲁维尔的邮政编码为54120，INSEE市镇编码为54101。

## 政治
布鲁维尔所属的省级选区为巴卡拉县。

## 人口

1962-2008年间布鲁维尔人口变化图示

布鲁维尔于2022年1月1日时的人口数量为121人。